# Cheval Blanc (Alpi Cozie)
Le Cheval Blanc (3.020 m s.l.m.) è una montagna della Catena Chaberton-Tabor-Galibier nelle Alpi Cozie.
La montagna è collocata alla testata della Valle Stretta a fianco del Monte Thabor.

## Descrizione

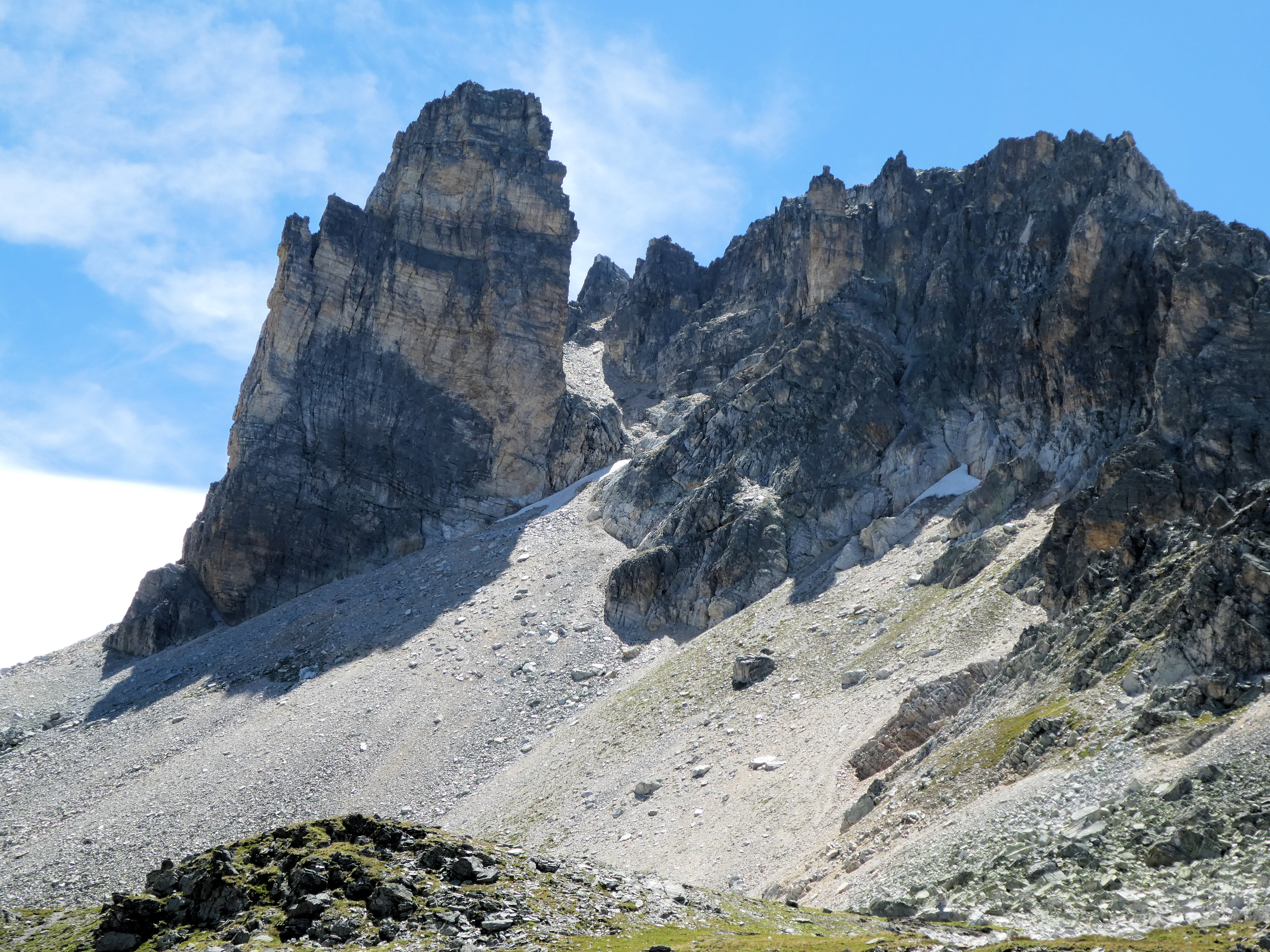
La montagna con la guglia denominata Dent de Bissorte.

La montagna è collocata lungo la dorsale che partendo dal Monte Thabor va in direzione nord-est.
Sul lato est della montagna si eleva una caratteristica guglia denominata Dent de Bissorte (3.016 m).

## Punti d'appoggio
- Rifugio del Monte Thabor